# Koro Toro
Koro Toro este un oraș din regiunea Borkou-Ennedi-Tibesti Ciad. Este un sit arheologic în care s-au găsit fosile de Australopithecus bahrelghazali în ianuarie 1995.